# Андреа дель Кастаньйо
Андреа дель Кастаньйо (справжнє ім'я італ. Andrea di Bartolo di Bargilla; бл. 1421 — 1457) — італійський художник доби кватроченто, представник флорентійської школи живопису. Вирізнявся серед колег особливим колористичним хистом.

## Життєпис

### Ранні роки
Стикаючись з матеріалами про художників XV століття, відчуваєш їх малу збереженість та нестачу. Все це стосується й біографії Кастаньйо. Мало відомо про ранні роки сільського хлопця, що став чудовим художником, але був безвинно звинувачений у вбивстві і навмисне покараний забуттям нащадками.
Народився в селі Кастаньйо, що біля Флоренції. Звідси його прізвисько, що стало історичним ім'ям. Гіпотетично його вчителі — Паоло Учелло та фра Філіппо Ліппі. Але як більшість флорентійських майстрів, Кастаньйо навчався на фресках своїх уславлених попередників, які вже тоді були авторитетами, серед них — Джотто, Мазаччо.
Під час війни між урядами Флоренції та Мілану, переховувався в Корелла і повернувся до міста лише після припинення бойових дій.
З 1440 року він у Флоренції, де створював фрески.

### Недовго у Венеції
З 1442 року документи засвідчили його працю у Венеції, де він виконав фрески в каплиці церкви Сан-Дзакарія, а потім фреску «Смерть Богородиці» в соборі Св. Марка. Запрошення молодого і талановитого майстра до Венеції зовсім не є дивним, бо Венеція, як мистецький центр, лише починала свій шлях і значно пізніше долучилася до ідей Відродження, ніж Флоренція і папський Рим. Ймовірно, впливи були двосторонні, оскільки Кастаньйо бачив яскраві фарби грецьких (візантійських та той час) ікон, візантійські мозаїки в соборі святого Марка, коштовні східні тканини, кольорові мармури, які так полюбляли венеційці. Пізніше великі площини кольорового каменю прикрасять його фреску «Тайна вечеря» у Флоренції. Потроху художник набирав досвід колориста, який вирізнятиме його твори серед робіт флорентійських майстрів XV ст.

### Твори в Сант Аполлонія

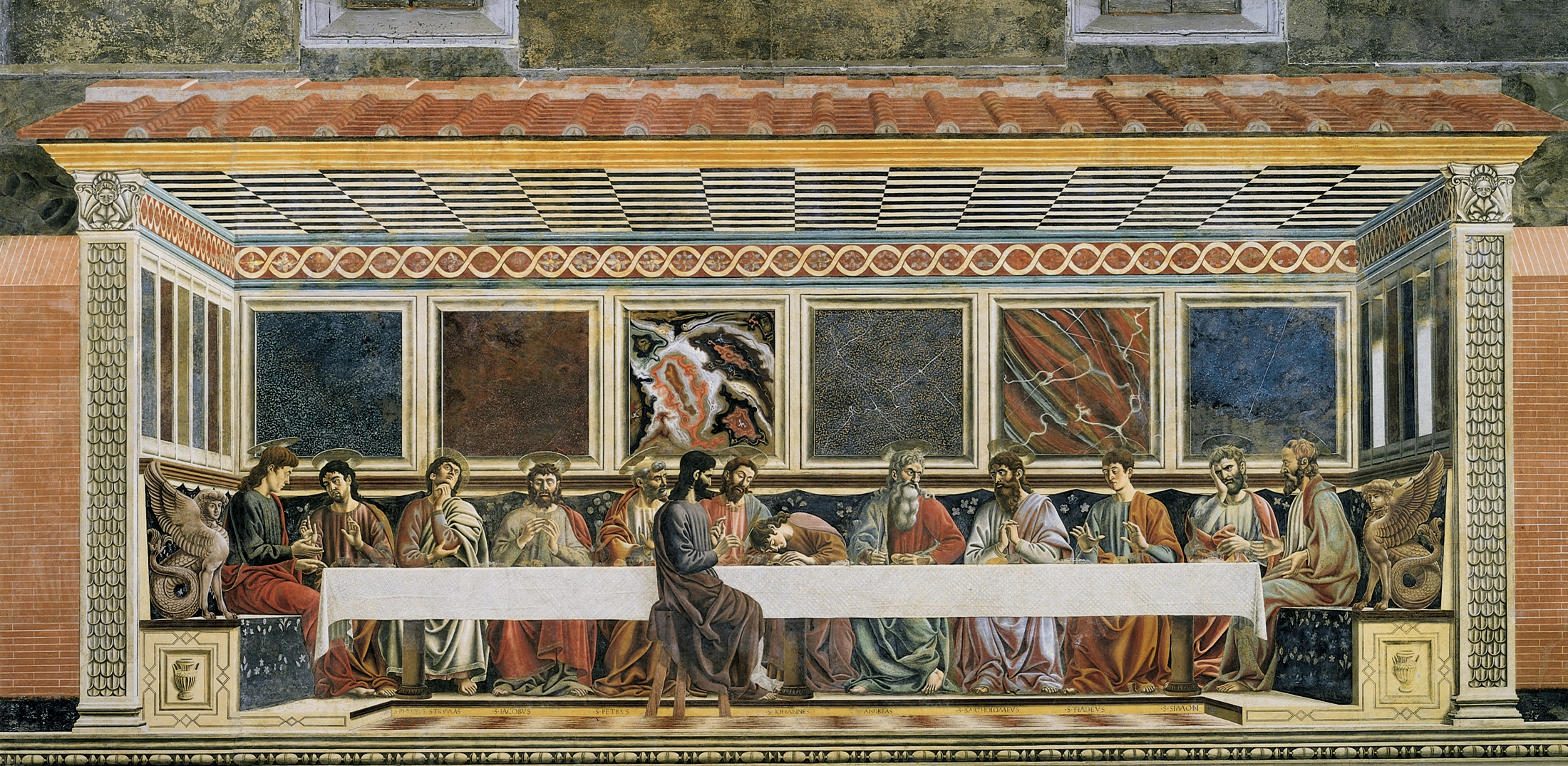
Кастаньйо, Таємна вечеря.

У 1447 році Кастаньйо працював у трапезній Сант Аполлонія, де створив цілком традиційну для цих місць фреску таємної вечері Христа з першими своїми учнями (уславлений стінопис Леонардо да Вінчі «Тайна вечеря» теж прикрасив трапезну монастиря Санта Марія делла Граціє, тільки в Мілані).
Кастаньйо також створив там і фрески «Воскресіння Христа», «Розп'яття» та люнет зі сценою «П'єта» (Богородиця оплакує Христа), більшість з яких нині у пошкодженому стані.

### Пізні твори
Художник створив декілька фресок в різних церквах Флоренції (Сан Міньято фра ле Торре, Сан Еджидіо, Сантіссіма Аннунціата).
До не зовсім звичних зразків відноситься фреска з кінним монументом Нікколо да Толентіно. Це спроба створити імітацію скульптури кондотьєра (полководця) засобами фрески. В цьому творі Кастаньйо — послідовник Паоло Учелло, що раніше створив подібну ж фреску з зображенням монументу кондотьєра Джона Хоквуда, англійця на службі у флоретійців.

### Фрески вілли Кардуччі

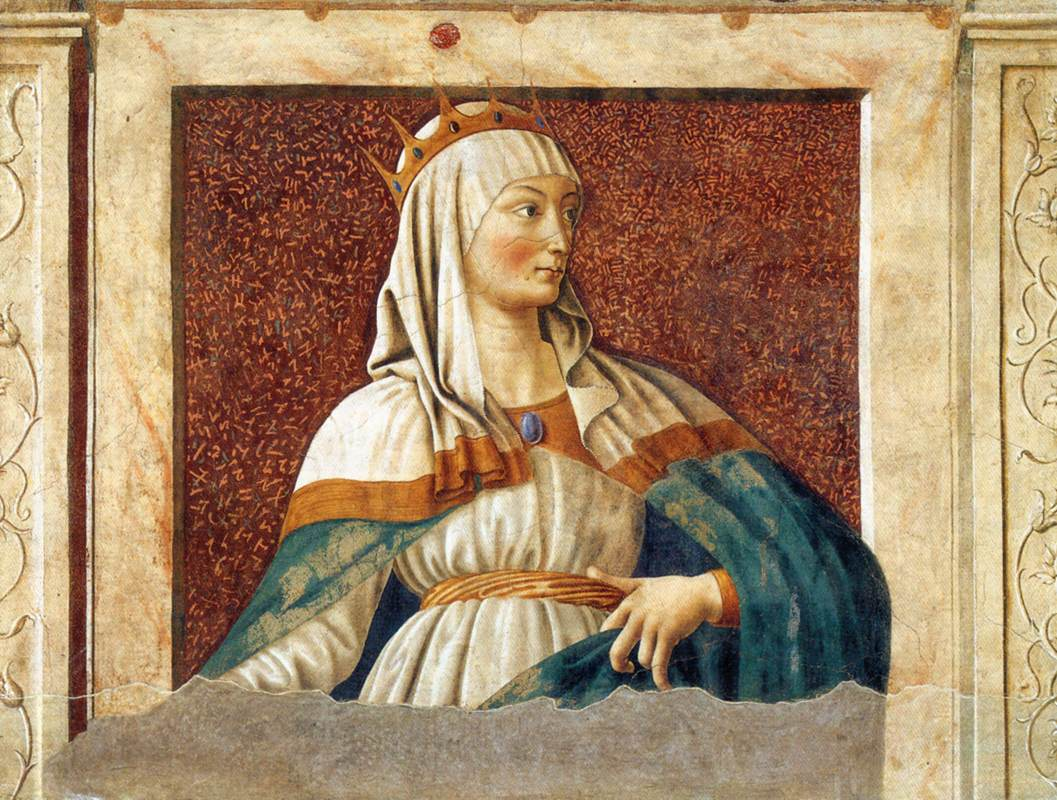
Андреа дель Кастаньйо, залишки фрески Есфір, серія «Уславлені жінки», Вілла Кардуччі в Ланьяйя

Яскраво відбився досвід художника Кастаньйо та його колористичний хист у фресках вілли Ланьяйя, або Вілли Кардуччі для флорентійського виборного голови Андреа Кардуччі. Комплекс мав попередню програму і зображував на стінах трьох відомих поетів (Данте, Франческо Петрарку, Бокаччо), трьох відомих жінок (царицю Есфір, сивілу Кумську, царицю Томіріс з оповіді Геродота) і трьох відомих політичних діячів. Тематика фресок вілли не мала нічого спільного з церковною сакральною тематикою, що потребувало знання світської історії, взагалі — ерудиції.

### Смерть
У 1457 році під час чергової епідемії чуми художник помер.

### Вплив Джорджо Вазарі

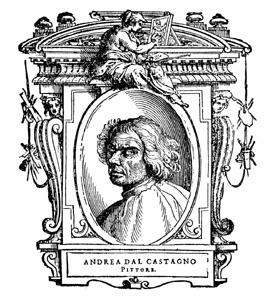
Вигаданий портрет Кастаньйо з «Життєписів» Вазарі

По смерті Кастаньйо художника ще у XVI столітті зганьбив Джорджо Вазарі. Історики мистецтва провели важку працю p відшукування потрібних джерел та очищення справжньої біографії митця від наклепів та забуття. Не збережено портрета Кастаньйо, а той, що подано в «Життєписах» Вазарі — цілком вигаданий.
Наука не стояла на місті, в XX столітті твір Вазарі «Життєписи» переглянули критично і з позицій сучасних вимог. Виявилося, що автор намагався белетризувати життєписи митців, подати їх як цікаві оповідання, прикрасив чи, навпаки, принизив авторитет тих, кого не полюбляв. Так, Вазарі сповістив жахливу історію, ніби Андреа дель Кастаньйо через заздрощі убив свого вчителя. Сучасники навіть байки Вазарі вважали за документальні свідчення. Авторитету талановитого Кастаньйо було завдано нищівного удару, його фрески зафарбували, а ім'я викреслили з пам'яті.

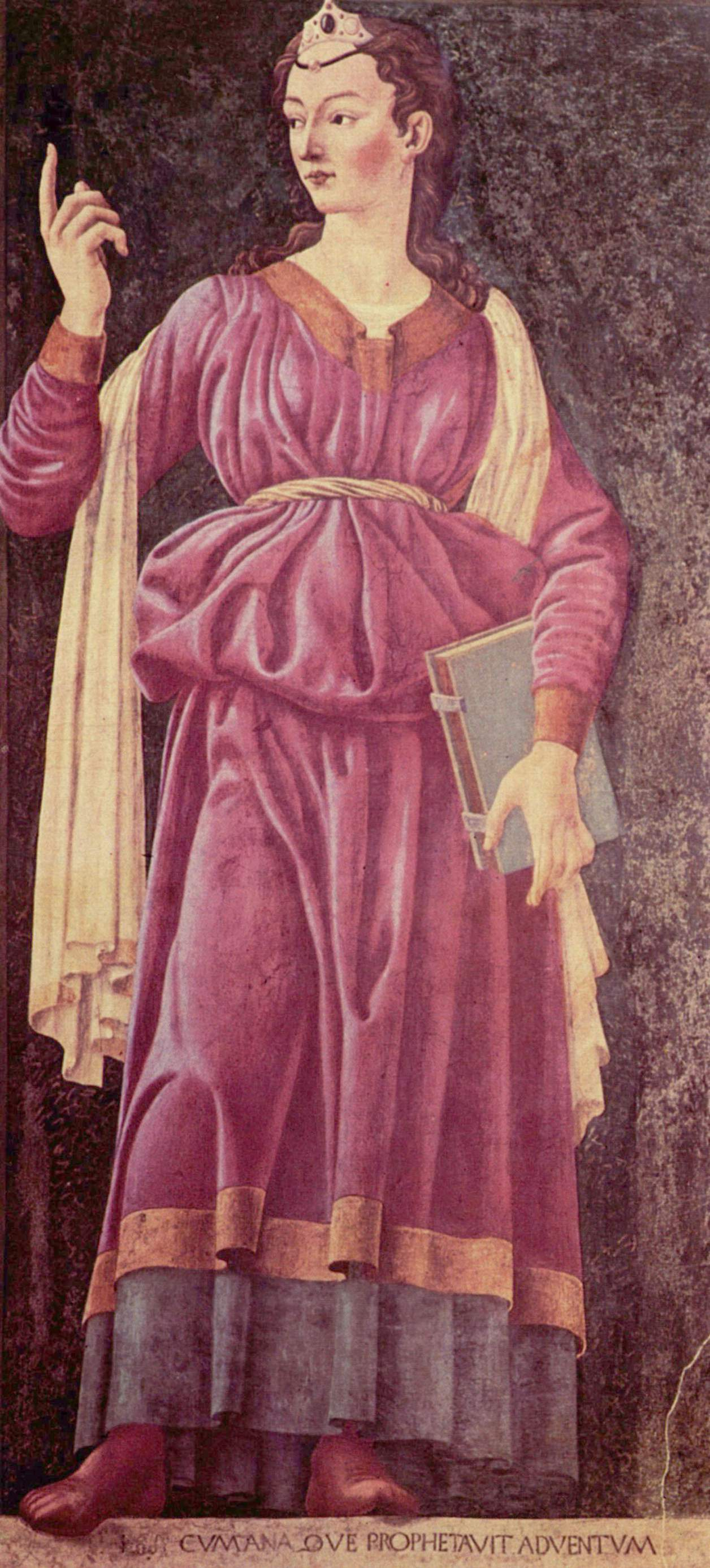
Сивіла Кумська з вілли Кардуччі

Перевірки встановили повну невинність Кастаньйо, зафарбовані фрески розчистили. Аби врятувати цінні твори Кастаньйо, у Флоренції створено музей Кастаньйо, а його авторитет, спаплюжений Вазарі, посмертно реабілітовано.
Вазарі був патріотом Флоренції і подав у книзі усіх відомих флорентійських майстрів. Цього йому стало мало, і він подав навіть біографії другорядних і маловідомих майстрів, тільки тому, що вони флорентійці. Науковці з подивом вивчили ці сторінки, зауваживши — ну, раз є, то нехай і будуть. Ще більший подив викликала біографія художника Тінторетто, не флорентійця. Вазарі відчував до нього неприязнь і навіть відмовив Тінторетто в праві на окрему біографію в своїй книзі. Життєпис Тінторетто — Вазарі розмістив у біографії Баттісто Франко, який ніяк не дорівнював в обдарованості Тінторетто. На щастя, той довго жив і своїми пізніми творами довів і свою геніальність, і належність до найкращих майстрів Італії.
Виявилися значні розбіжності між фактами, що подав Вазарі, і документами тої доби. Зрозуміло, що Вазарі не міг з різних причин передивитися архіви і потрібні документи, тому спирався на розпити свідків, легенди, перекази. У випадках нестачі свідоцтв і свідків, писав за власною уявою. Але він не жив у XX столітті і не міг укладатися у вимоги науки (мистецтвознавства XX століття), яке тільки починало свій розвиток у XVI столітті. Тому твір Вазарі бажано читати як белетризовані біографії з включенням лише деяких документів. А коментарі до видань читати обов'язково і також уважно, як і текст Вазарі, розуміючи, що він лише документ культури 16 століття, і лише частково — науковий документ.

## Див. також

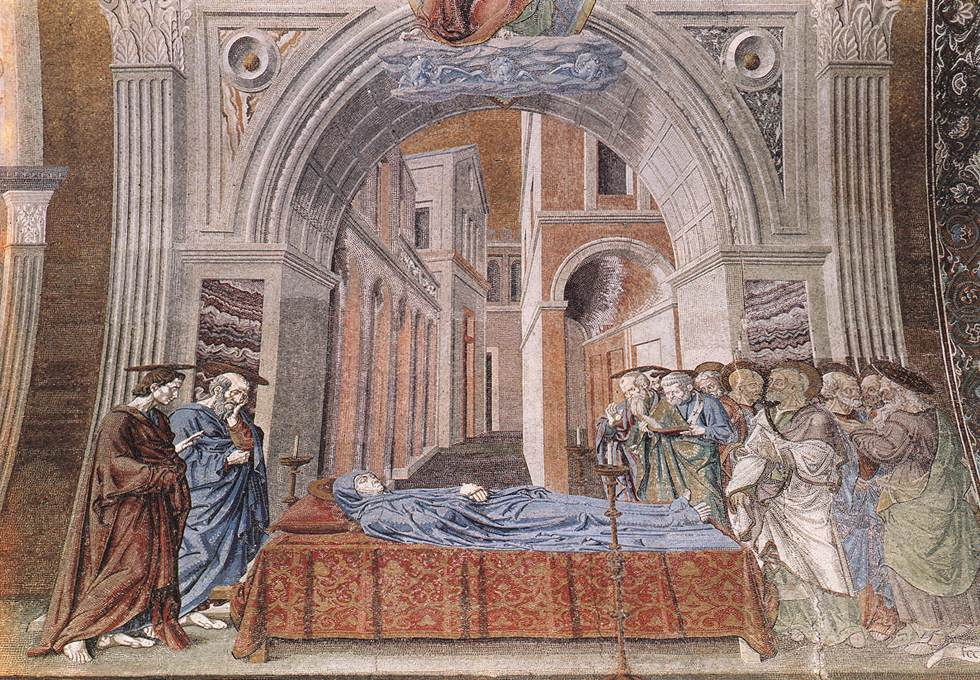
Андреа дель Кастаньйо. «Успіння Богородиці», Базиліка Сан Марко, Венеція